# John Philip Holland
John Philip Holland (em irlandês:  Seán Pilib Ó hUallacháin / Ó Maolchalann) (Liscannor, 29 de fevereiro de 1840 — Newark, 12 de agosto de 1914) foi um engenheiro irlandês.
Construiu o primeiro submarino a ser oficialmente utilizado pela Marinha dos Estados Unidos, e o primeiro da Marinha Real Britânica, o HMS Holland 1.

## Submarinos desenvolvidos por John P. Holland
- Holland I – Lançado em 22 de maio de 1878.
- Holland II (nomeado Fenian Ram) – Lançado em 1881.
- Holland III – Protótipo.
- Holland IV (conhecido como Zalinski Boat) – Modelo experimental financiado pelo tenente  Edmund Zalinski do exército americano. Lançado em 1897.
- Holland V (nomeado Plunger) – Protótipo para demonstração do potencial dos submarinos para a guerra naval. Lançado em 13 de março de 1895.
- Holland VI – Primeiro submarino moderno dos Estados Unidos. Lançado em 17 de maio de 1897.
- HMS Holland 1 – Primeiro submarino moderno da Marinha Real. Lançado em 2 de outubro de 1901.

## Patentes
- Patente E.U.A. 239 046 Screw Propeller
- Patente E.U.A. 337 000 Hydrocarbon Engine
- Patente E.U.A. 472 670 Submergible
- Patente E.U.A. 491 051 Submarine Gun
- Patente E.U.A. 492 960 Steering Apparatus
- Patente E.U.A. 522 177 Submarine Boat
- Patente E.U.A. 537 113 Submerigible Boat
- Patente E.U.A. 681 221 Submarine Boat
- Patente E.U.A. 681 222 Submarine Boat
- Patente E.U.A. 683 400 Submarine Boat
- Patente E.U.A. 684 429 Visual Indicator
- Patente E.U.A. 693 272 Auto Dive Mechanism
- Patente E.U.A. 694 153 Auto Ballast
- Patente E.U.A. 694 154 Submarine Boat
- Patente E.U.A. 694 643 Submarine Boat
- Patente E.U.A. 696 971 Firing Valve
- Patente E.U.A. 696 972 Submarine Boat
- Patente E.U.A. 702 728 Submarine Boat
- Patente E.U.A. 702 729 Submarine Boat
- Patente E.U.A. 706 561 Submarine Boat
- Patente E.U.A. 708 552 Submarine Gun
- Patente E.U.A. 708 553 Submarine Boat
- Patente E.U.A. 815 350 Submarine Boat